# Maria Immaculata van Oostenrijk

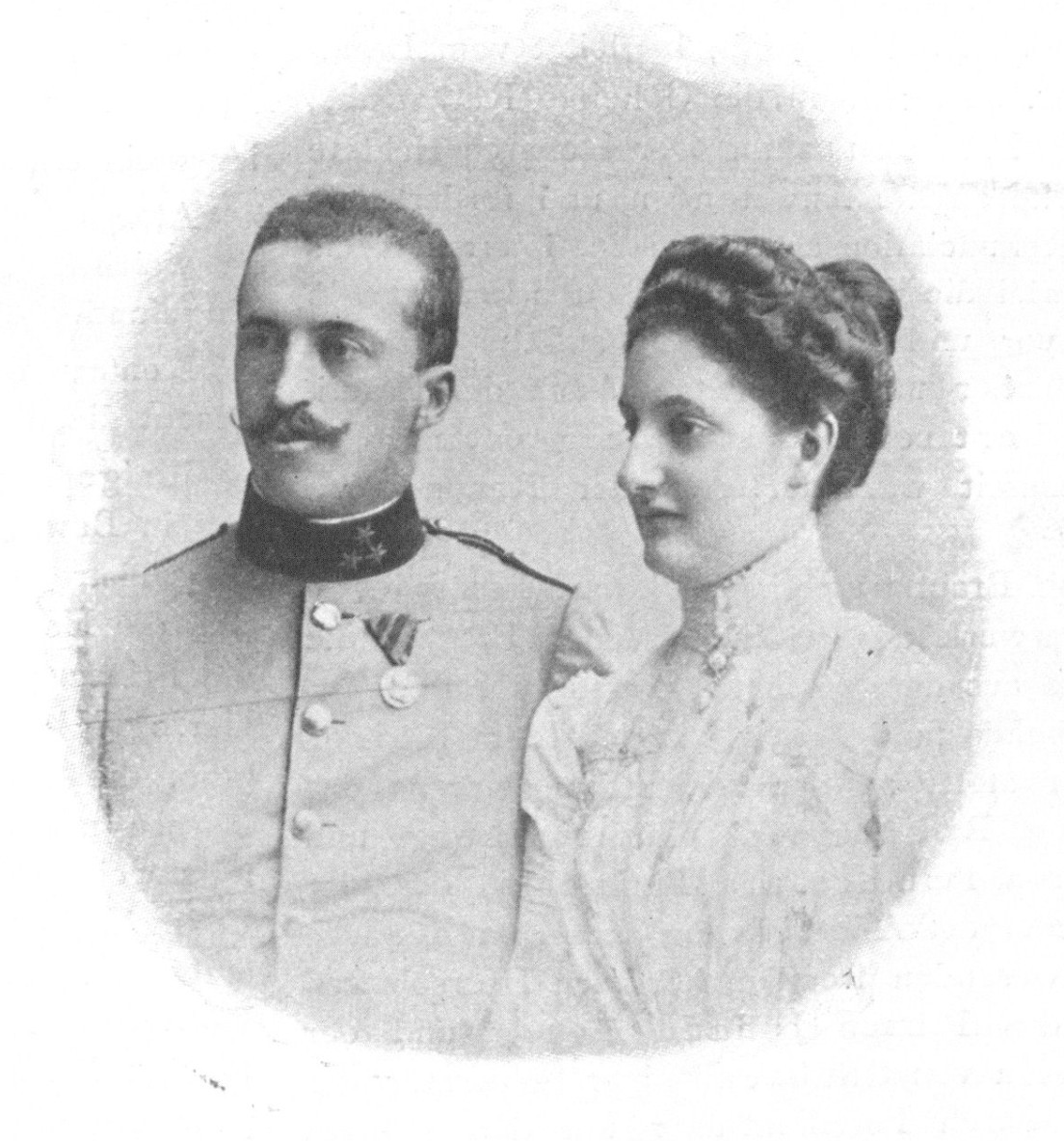
Robert van Württemberg en Maria Immaculata

Maria Immaculata Reinera Josefa Ferdinanda Theresia Leopoldine Antoinette Henriette Francisca Caroline Aloysia Januaria Christine Philomena Rosalia van Oostenrijk (Baden bei Wien, 3 september 1878 - Altshausen, 25 november 1968) was een Oostenrijkse aartshertogin uit het huis Habsburg en een prinses van Toscane. 
Zij was het zevende kind en de vijfde dochter van aartshertog Karel Salvator en Maria Immaculata van Bourbon-Sicilië. Leopold II van Toscane en Ferdinand II der Beide Siciliën waren haar twee grootvaders.
Zelf trouwde ze op 29 oktober 1900 te Wenen met hertog Robert van Württemberg, een zoon van Filips van Württemberg en Maria Theresia van Oostenrijk. Het paar kreeg geen kinderen.